# فرانسيسكو فونسيكا
خوسيه فرانشيسكو فونسيكا غوزمان (بالإسبانية: Francisco Fonseca)‏، من مواليد 2 أكتوبر 1979 في ليون غواناخواتو في المكسيك، لاعب كرة قدم مكسيكي.
بدأ مسيرته الكروية مع نادي لابيداد في موسم 2001/2002، ولعب معهم 28 مباراة، وفي عام 2002 انتقل إلى نادي بوماس، ولعب معهم حتى عام 2005، وشارك معهم في 81 مباراة وسجل 25 هدف، وفي موسم 2005/2006 انتقل إلى نادي كروز أزول، ولعب معهم 48 مباراة وسجل 25 هدف، وفي عام 2006 لعب مع نادي بنفيكا البرتغالي، وشارك معهم في 9 مباريات وسجل 3 أهداف، ويلعب حاليا مع نادي تايغرز.
و قد بدأ باللعب مع منتخب المكسيك لكرة القدم في عام 2004.

## روابط خارجية
- فرانسيسكو فونسيكا على موقع الاتحاد الدولي (مؤرشف)  (الإنجليزية)
- فرانسيسكو فونسيكا على موقع قاعدة بيانات كرة القدم.إي يو (الإنجليزية)
- فرانسيسكو فونسيكا على موقع ناشيونال فوتبول تيمز (الإنجليزية)
- فرانسيسكو فونسيكا على موقع Soccerway.com (الإنجليزية)